# Zapis rozmowy Hanny Krall z Bronisławem Geremkiem
Zapis rozmowy Hanny Krall z Bronisławem Geremkiem – powstała na początku lat 80. XX wieku mistyfikacja, będąca rzekomym nieopublikowanym fragmentem wywiadu pt. Historia nie zwalnia z biegu pomiędzy dziennikarką Hanną Krall a doradcą Niezależnego Samorządnego Związku Zawodowego „Solidarność” (NSZZ „Solidarność”) Bronisławem Geremkiem, który miał być opublikowany w „Polityce” w numerze z 8 sierpnia 1981 roku.

## Treść artykułu
Przedmiotem mistyfikacji był rzekomo prawdziwy, nieopublikowany fragment wywiadu pt. Historia nie zwalnia z biegu, który ukazał się na łamach tygodnika „Polityka” w numerze z 8 sierpnia 1981 roku. Zgodnie z tekstem Geremek miał przedstawić projekt przejęcia majątku polskiego przez ludność żydowską, przy wsparciu NSZZ „Solidarność”. Geremkowi przypisano również wypowiedź, jakoby miał nienawidzić Polaków. Do wywiadu była dołączona adnotacja z informacją, że publikację tego fragmentu wywiadu zablokowała cenzura.

## Historia kolportażu tekstu
Celem mistyfikacji miało być przekonanie części społeczeństwa, mającej poglądy antysemickie, że NSZZ „Solidarność” działa przeciwko Polsce. Tekst został sfabrykowany przez bliżej nieznane komunistyczne służby specjalne. Zdaniem Antoniego Dudka, autorem tekstu była prawdopodobnie Służba Bezpieczeństwa. Andrzej Friszke wskazuje, że tekst mogło spreparować Ministerstwo Spraw Wewnętrznych lub KGB. Według Friszke Geremek był częściej atakowany od innych doradców NSZZ „Solidarność”, ponieważ uchodził za intelektualistę zachowującego pewien dystans do rozmówcy, jednocześnie cieszącego się bardzo dużym zaufaniem ze strony przewodniczącego NSZZ „Solidarność” Lecha Wałęsy. W marcu 1981 roku Geremek po raz pierwszy został oskarżony o manipulowanie Wałęsą.
Dowodem na fałszerstwo miały być rzekoma obecność dziennikarzy telewizyjnych i radiowych, którzy mieli nagrać szokujące wypowiedzi Geremka, a także niepoprawna składnia rozmówcy.
Wywiad był w 1982 roku kolportowany z rąk do rąk w zakładach pracy, został również opublikowany na łamach „Wiadomości Szczecińskich” i „Żołnierza Wolności” (19 stycznia 1982 roku). Fragmenty wywiadu cytował również organ prasowy Ministerstwa Obrony Narodowej. 8 marca 1982 roku redakcja „Polityki” zaprotestowała przeciwko fałszerstwu. W 1990 roku wywiad kolportowano wśród posłów na Sejm. Wówczas poseł Aleksander Małachowski zasugerował, jakoby autorem falsyfikatu miały być środowiska endeckie. Małachowski stwierdził również, że tekst służył interesom zarówno skrajnej lewicy, jak i skrajnej prawicy.
Bronisław Geremek komentował sfabrykowany tekst w wywiadzie-rzece Rok 1989 – Geremek opowiada, Żakowski pyta wydanej w 1990 roku. W drugim wydaniu wywiadu-rzeki odnotowano w przypisach, że fałszywka została ponownie opublikowana na łamach „Dziennika Poznańskiego” i „Polskich Spraw” w połowie lat 90. XX wieku.
W 1997 roku Hanna Krall opublikowała na łamach „Gazety Wyborczej” artykuł, w której przedstawiła historię powstania wywiadu. Rozmowa z Bronisławem Geremkiem została opublikowana w całości, bez ingerencji cenzury. Krall wspomniała, że chciała pozwać redakcje „Wiadomości Szczecińskich” i „Żołnierza Wolności”, jednak po rozmowie z adwokatem Krzysztofem Piesiewiczem (który wskazał, że w realiach stanu wojennego szansa na wygranie procesu będzie zerowa) wycofała się z tego pomysłu. Według relacji Krall, po opublikowaniu przez „Politykę” protestu do redakcji miał zadzwonić szef Głównego Zarządu Politycznego Wojska Polskiego gen. Józef Baryła, który wyraził oburzenie z powodu opublikowanego sprostowania. Zdaniem dziennikarki to właśnie Główny Zarząd Polityczny Wojska Polskiego miał odpowiadać za powstanie mistyfikacji.
Fałszywka była wielokrotnie wspominana w artykułach dotyczących Hanny Krall, m.in. na łamach „Rzeczpospolitej” (28 kwietnia 2001), „Gazety Polskiej” (21 czerwca 2007), „PNB-Weekend Suplement” (24 lipca 2008). O Zapisie rozmowy wspominał również Jacek Żakowski w artykule pt. Professor, który ukazał się na łamach „Rzeczypospolitej” 8 maja 2010 roku. Tekst krąży również po Internecie, wyraźny wzrost zainteresowania treścią wywiadu odnotowywano w latach 2019, 2023 (na Facebooku) i 2024 (na X, pod jednym z postów Tomasza Lisa).